# Vliegende Hollander (speelgoed)
Een vliegende Hollander is een speelgoedkarretje voor kinderen.

## Geschiedenis
Het is niet vast te stellen wie de vliegende Hollander heeft uitgevonden. Het karretje verscheen voor het eerst aan het begin van de twintigste eeuw in Nederland.

## Werking
Het wordt aangedreven door met de handen een handvat naar voren en naar achteren te bewegen. Het handvat is onder de zitplaats verbonden met een kruk op de achteras. Het kind heeft zijn voeten op de vooras en kan daarmee het wagentje besturen. Het lijkt het meest op een skelter, met dat verschil dat een skelter met de voeten wordt aangedreven en met de handen wordt bestuurd, dus precies tegengesteld aan de bediening van een vliegende Hollander.

## Opbouw
De opbouw is heel eenvoudig: Het frame bestaat uit twee onderling aan de uiteinden verbonden latten die op een afstand van 10 tot 15 cm parallel liggen, in de lengterichting. Aan de achterzijde rusten deze op lagers, waardoorheen de achteras loopt. In het midden van de achteras bevindt zich een kruk, die wordt aangedreven door een stang die onder de kar door naar voren loopt. Daar is de stang scharnierend verbonden aan de onderkant van een hefboom met een draaipunt tussen de latten van het frame. Aan de bovenzijde van de hefboom bevinden zich twee handgrepen. De voorwielen zijn aan de uiteinden van een plank gemonteerd, die scharnierend met het frame is verbonden. Op deze plank zijn meestal twee voetsteunen bevestigd. De bestuurder zit op verend aan het frame verbonden plank of stoeltje. Met een beetje ervaring en wat inspanning van de bestuurder kan het karretje verrassend snel rijden. Dit verklaart de naam. Bij sommige uitvoeringen wordt de achteras niet direct aangedreven, maar via een tandwiel, wat het karretje nog sneller maakt.